# خانه و برج میرزا خان کامو
خانه و برج میرزا آقاخان کامو در شهرستان کاشان، شهر کامو و چوگان واقع شده است. این اثر متعلق به میرزاخان رضاقلی زاده بوده و ساخت آن به دوره قاجاریه بر می گردد. این خانه  برج در تاریخ ۷ مهر ۱۳۸۱ با شمارهٔ ثبت ۶۵۳۵ به‌عنوان یکی از آثار ملی ایران به ثبت رسیده است.
این خانه برج شامل یک خانه حیاط مرکزی با برجی در گوشه شمال شرقی‌اش است. برج دارای پلانی دایره شکل در پنج طبقه طراحی و ساخته شده است و به واسطه این ویژگی این خانه حیاط مرکزی را در ردیف آثار میراث معماری ایران و از منحصر به فردترین خانه‌های خشتی جهان قرار داده است.